# Gojūshiho
Gojūshiho (五十四歩?, lit. 54 passi) è un kata praticato nel karate, che trae origine dallo stile Phoenix Eye. Il suo nome deriva sia dai movimenti ripetitivi di un picchio che becca su un ramo di un albero o da un ubriaco che barcolla. In molti stili di karate, ci sono due versioni di questo kata - Gojūshiho Shō e Gojūshiho Dai. Un vantaggio dell'esistenza dei due stili di kata è di migliorare la padronanza delle tecniche qui presentate, ma non senza dover affrontare alcuna confusione, perché molte sequenze sono le stesse e le altre sono leggermente differenti. L'embusen del Gojūshiho Shō e del Gojūshiho Dai sono quasi identici. Gojūshiho Shō inizia con una grande varietà di tecniche avanzate, come tale, viene raccomandato il suo studio. Gojūshiho Dai è formato da molte tecniche a mano aperta e da attacchi alla clavicola.
Gojūshiho Shō e Gojūshiho Dai sono due versioni della medesima cosa nello Shotokan, nei singoli kata Shōrin-ryū vengono chiamati Useishi (54) o Gojūshiho. Originariamente i nomi furono invertiti in modo che il Dai fu chiamato Shō e Shō fu chiamato Dai. Parrebbe che la modifica del nome sia avvenuta negli anni 1960 o 1970.
Nella federazione internazionale Shotokan Karate-dō di Kanazawa Hirokazu, le forme "Dai" e "Shō" sono invertite.